# Kiljanjärvi
Kiljanjärvi är en sjö i Finland. Den ligger i kommunen Reisjärvi i landskapet Norra Österbotten, i den centrala delen av landet, 400 km norr om huvudstaden Helsingfors. Kiljanjärvi ligger 114,5 meter över havet. I omgivningarna runt Kiljanjärvi växer i huvudsak blandskog. Arean är 1,62 kvadratkilometer och strandlinjen är 7,43 kilometer lång. Sjön  ingår i Kalajoki älvs huvudavrinningsområde. 